# Cent mille martyrs de Tbilissi
Les cent mille martyrs de Tbilissi (géorgien : ასი ათასი მოწამე, asi atasi motsame; à l'origine, ათნი ბევრნი მოწამენი, atni gevrni motsameni) sont des saints de l'Église Orthodoxe géorgienne, qui furent mis à mort, selon la Chronique géorgienne anonyme du XIVe siècle Chronique de Cent Ans, par le sultan Khorezmien Jalal ad-Din lors de sa capture de la capitale géorgienne Tbilissi, en 1226, pour ne pas avoir renié le christianisme. L'église géorgienne les célèbre le 13 novembre (calendrier julien 31 octobre).

## Histoire
La première rencontre entre Jalal ad-Din et le Royaume de Géorgie se produit en 1225, lorsque son armée inflige une cuisante défaite aux Géorgiens à la bataille de Garni (en), ce qui entraine la fin de l'apogée de la Géorgie médiévale. L'année suivante, Jalal ad-Din s'avance vers Tbilissi, ce qui force la Reine Rousoudan Ier et sa cour à fuir. Les forces géorgiennes laissées en défense de la capitale, mènent une résistance acharnée, mais les forces de Jalal pénètrent finalement dans la ville avec l'aide des Musulmans locaux, le 9 mars 1226. Les soldats Khorezmiens victorieux saccagent Tbilissi et massacrent sa population chrétienne. La Chronique géorgienne anonyme du XIVe siècle, traditionnellement connue comme la Chronique de Cent Ans, se désole : « les mots sont impuissants à décrire la destruction causée par l'ennemi : arrachant les enfants du sein de leur mère, ils frappèrent leurs têtes contre le pont, en regardant leurs yeux sortir de leurs crânes… ». Les historiens musulmans ibn al-Athir et Nasawi, ce dernier étant le secrétaire et biographe de Jalal, confirment le massacre des Chrétiens qui n'ont pas accepté l'Islam sur ordre du sultan,.
Selon la source géorgienne, Jalal fait démolir le dôme de la Cathédrale Sioni et le remplace par un trône pour sa personne. Sur son ordre, les icônes du Christ et de la Vierge Marie sont sorties de la cathédrale et placées sur le pont qui enjambe le fleuve Mtkvari afin de forcer les Chrétiens à les piétiner. Ceux qui refusèrent de profaner les icônes et d'apostasier en faveur de l'Islam furent décapités,.